# Batalla de Sadowa
La batalla de Königgrätz (o Hradec Králové) o batalla de Sadowa (o Sadová) tingué lloc el 3 de juliol de 1866 i fou lliurada en el marc de la Guerra de les Set Setmanes. Va permetre un avanç considerable en el procés de la unificació alemanya, tot consolidant l'hegemonia prussiana dintre dels estats alemanys en detriment de l'Imperi Austríac.

## Antecedents
Després de les guerres napoleòniques, el Congrés de Viena de 1815 va restablir l'antic ordre entre les potències europees mitjançant la institucionalització de la Confederació Germànica, una aliança entre els estats alemanys i Àustria. L'origen de la guerra austroprussiana rau en les tensions creixents entre les dues grans potències germàniques pel que fa a la dominació de la Confederació.
L'exèrcit prussià es va reunir al llarg de la frontera de Prússia el mes de juny: l'Exèrcit de l'Elba comandat per Herwarth Karl von Bittenfeld a Torgau, el Primer Exèrcit de Frederic Carles de Prússia entre Senftenberg i Görlitz, i el Segon a Silèsia a l'oest de Neisse. L'exèrcit austríac de Ludwig von Benedek procedent de la frontera italiana es va concentrar a Olmütz.

## Batalla
La campanya es va iniciar amb la conquesta de Dresden per part de von Bittenfeld contra el Regne de Saxònia, on derrotà un exèrcit de 25.0000 efectius, mentre Benedek començava a moure el seu exèrcit en direcció a Josefov.
El 22 de juny, el Cap de l'Estat Major prussià, Helmuth von Moltke va ordenar als dos exèrcits sota el seu comandament una maniobra audaç per limitar la durada de la guerra malgrat el risc de ser avançat en el camí. Afortunadament per a Prússia, Benedek va arribar a Jitschin amb una resistència feble i el príncep hereu prengué Königinhof malgrat una forta resistència. El 30 de juny, Friedrich avançà fins a estar a un dia de marxa del príncep hereu. Tanmateix, els dos dies següents, la cavalleria prussiana va perdre de vista als austríacs, tot i que Moltke va endevinar el seu retrocés al riu Elba.

## Conseqüències
La batalla obligà Àustria a signar la Pau de Praga amb la mediació de Napoleó III de França, tot implicant un canvi en les relacions poder entre els estats alemanys (tret d'Àustria) i l'assoliment de l'hegemonia per part del Regne de Prússia, així com l'impuls cap a la unificació de tots els estats del nord d'Alemanya en la Confederació d'Alemanya del Nord, que excloïa Àustria.
Aquesta batalla va posar de manifest una revolució en la tàctica militar mitjançant l'evolució de la tecnologia, com demostra l'adopció del fusell de retrocàrrega, els canons d'acer i l'ús del telègraf i el ferrocarril.